# パルテノン銀座通り
『パルテノン銀座通り』（ - ぎんざどおり）は、 たまの8thアルバム。

## 解説
本作は吉田戦車著の漫画「ぷりぷり県」のイメージアルバムとなっている。原作者の吉田戦車も作詞、コーラスで参加している。「ぷりぷり県」の第三巻の発売日に合わせて発売された。
本作はメジャー・デビュー後のアルバムで『そのろく』以来2作目となるシングル曲が存在しないアルバムで、メジャー・レーベルから発売の最後のオリジナル・アルバム。

## 収録曲
1. パルテノン銀座通り
（作詞・作曲：滝本晃司）
表題曲。
2. ツルラのテーマ
（作詞：吉田戦車／石川浩司・作曲：石川浩司＋知久寿焼 滝本晃司）
3. 満月の丸バナナ
（作詞・作曲：知久寿焼）
4. 生ビールでいこう
（作詞・作曲：石川浩司）
後にリリースされたベスト盤『Best Selection』には未収録。
5. ゴーゴー川で泳ごうよ
（作詞・作曲：石川浩司）
6. かわいい流れ蛸
（作詞：吉田戦車・作曲：知久寿焼）
7. 笑う信号
（作詞・作曲：石川浩司）
8. 100mmの雨～雨男村の子守唄
｛作詞：滝本晃司(「100mmの雨」)/吉田戦車(「雨男村の子守歌」)・作曲：滝本晃司｝

## 幻の収録曲
収録を予定していた曲にざらざら恋の唄（作詞・作曲：知久寿焼）があったが、締切に間に合わず、未収録となった。ライブのアンコール曲として披露されたほか、ファンクラブ限定のシングルCDで配布された。
他にも、石川浩司作詞・作曲のボツ曲が幾つか存在することが石川浩司本人のウェブサイトで明らかにされている（ボツになった理由は、氏の担当曲の割合が多くなりすぎてしまうため）このボツ曲のひとつに舅乙女変化（作詞・作曲：石川浩司）がある。ライブで披露されたほか、ビデオ「History of Tama 15」にそのライブ映像が収録されている。